# 伸舌螈屬
伸舌螈屬是有尾目蝾螈科的一属动物。

## 種類
- 金紋伸舌螈 - Chioglossa lusitanica Bocage, 1864